# Белович, Саво
Саво Белович (серб. Саво Беловић; 1904, гора Хргуд — май 1942, Любине) — югославский партизан Народно-освободительной войны Югославии, Народный герой Югославии.

## Биография
Родился в 1904 году на горе Хргуд в Восточной Герцеговине в крестьянской семье. До войны занимался активным физическим трудом, неоднократно вступал в конфликты с богатыми землевладельцами и властями.
В июне 1941 года, скрываясь от усташей, Саво бежал в горы и организовал первые отряды сопротивления, составленные из сельской молодёжи. С группой своих солдат наводил ужас на отряды усташей: хотя его подчинённые были плохо вооружены, они отлично взаимодействовали друг с другом. Его рота прославилась в Южной Герцеговине, вступая в острые бои с усташами.
Чуть позже Саво вступил в партизанские войска, возглавив батальон Южно-Герцеговинского партизанского отряда. Особенно он отличился в боях за усташскую крепость Куле в Дабарском Поле и на берегах реки Брегава.
В мае 1942 года Саво погиб в битве близ Любине против усташей. 7 августа 1942 посмертно награждён званием Народного героя Югославии и стал первым Народным героем из Герцеговины. Официальный документ, однако, сообщал, что Саво Белович был убит близ Метковича в битве с итальянцами.